# Luterská evangelická církev a. v. v České republice

Lutherova růže - emblém luterských církví

Luterská evangelická církev augsburského vyznání v České republice (LECAV, polsky Luterański Ewangelicki Kościół Augsburskiego Wyznania w Republice Czeskiej) je luterskou církví v Česku působící na Těšínsku v Moravskoslezském kraji a v hlavním městě Praze (sbor zrušen roku 2023). Vznikla roku 1995 oddělením od Slezské církve evangelické augsburského vyznání (SCEAV) v důsledku vnitrocírkevního konfliktu spojeného s pojetím církevního života a s vyrovnáváním se s komunistickým režimem.

## Historie
LECAV se hlásí k dějinnému odkazu luterství na Těšínském Slezsku, kde evangelická církev existuje v různých organizačních formách nepřetržitě od první poloviny 16. století až dodnes.
LECAV vznikla v důsledku rozdělení Slezské církve evangelické a. v. na dvě církve. Po sametové revoluci byl biskup Wilhelm Stonawski a další členové vedení SCEAV kritizováni početnou skupinou členů církve, která své požadavky otevřeně vyjádřila v lednu roku 1991 ve „Výzvě k očistě ve vedení SCEAV“, v níž požadovala odstoupení biskupa a jeho náměstka. Vytýkala jim spolupráci s komunistickým režimem (biskup Stonawski byl spolupracovníkem StB), záporný postoj k událostem v listopadu 1989, liknavost v přístupu k rehabilitaci v minulosti postižených členů církve a nesrovnalosti v hospodářských záležitostech. Vedení církve tuto kritiku odmítalo, takže konflikt se vyostřil tak, že se dne 16. března 1991 sešel v Třanovicích mimořádný synod, který na návrh předsedy právně-disciplinární komise odvolal z funkcí biskupa a jeho náměstka a do čela církve zvolil dalšího spolupracovníka StB Vladislava Volného. Usnesení třanovického synodu potvrdil další mimořádný synod konaný 15. listopadu 1991 v Českém Těšíně. Odvolaný biskup a část členů církve mimořádné synody neuznávala, zvlášť když byl do čela církve zvolen Vladislav Volný. V církvi přetrvávaly konflikty. Ty měly kromě příčiny personální též zdroj ve střetu probuzenecké (evangelikální) spirituality se spiritualitou tradiční.
Rozkol ve SCEAV byl nakonec vyřešen tak, že odpůrci evangelikalismu i nového vedení církve se rozhodli SCEAV opustit. Někdejší vedení SCEAV pak založilo novou církev, která byla Ministerstvem kultury ČR zaregistrována dne 19. ledna 1995 pod názvem Luterská církev evangelická a. v. v České republice. Oficiální stanovisko LECAV k této záležitosti zní následovně: Pro neshody a nelegitimní řešení závažných náboženských, personálních a dalších problémů ve Slezské církvi evangelické a. v. po roce 1989 zhruba 12 tisíc dospělých členů této církve bylo nuceno ve smyslu zákona 161/1992 Sb. požádat státní orgány v roce 1994 o registraci, ke které pak došlo na Ministerstvu kultury dne 19. ledna 1995. Tímto vznikla LECAV.
Nová církev měla zpočátku 4 sbory na Těšínsku, později k nim přibyl nově založený sbor v Praze (zrušený pak v roce 2023). Církev zůstávala zpočátku stranou ekumenických aktivit. V roce 2008 otevřela své centrum v Bystřici nad Olší.
Roku 2019 vydaly LECAV a SCEAV společnou deklaraci, obsahující vzájemné vyznání selhání, prosbu o odpuštění a vyjádření touhy ke hlubší komunikaci a spolupráci do budoucna.

## Učení
Základem zvěsti LECAV je v Ježíši Kristu zjevené Boží Slovo, jak o něm svědčí biblické knihy /inspiracia verbalna/ Starého i Nového zákona vykládané v souladu s Knihou svorností: Augsburské vyznání, Obrana Augsburského vyznání, kterou napsal Filip Melanchton, Melanchtonův traktát O moci a primátu papežově, Lutherovy Šmalkaldské články, Lutherův Malý katechismus, Lutherův Velký katechismus a Formule svornosti. LECAV má i svou Ústavu. LECAV podporuje ekumenické vztahy na místní i republikové úrovni. Základní vyznání LECAV jsou Apoštolské, Nicejsko-cařihradské a Athanasiovo vyznání víry.

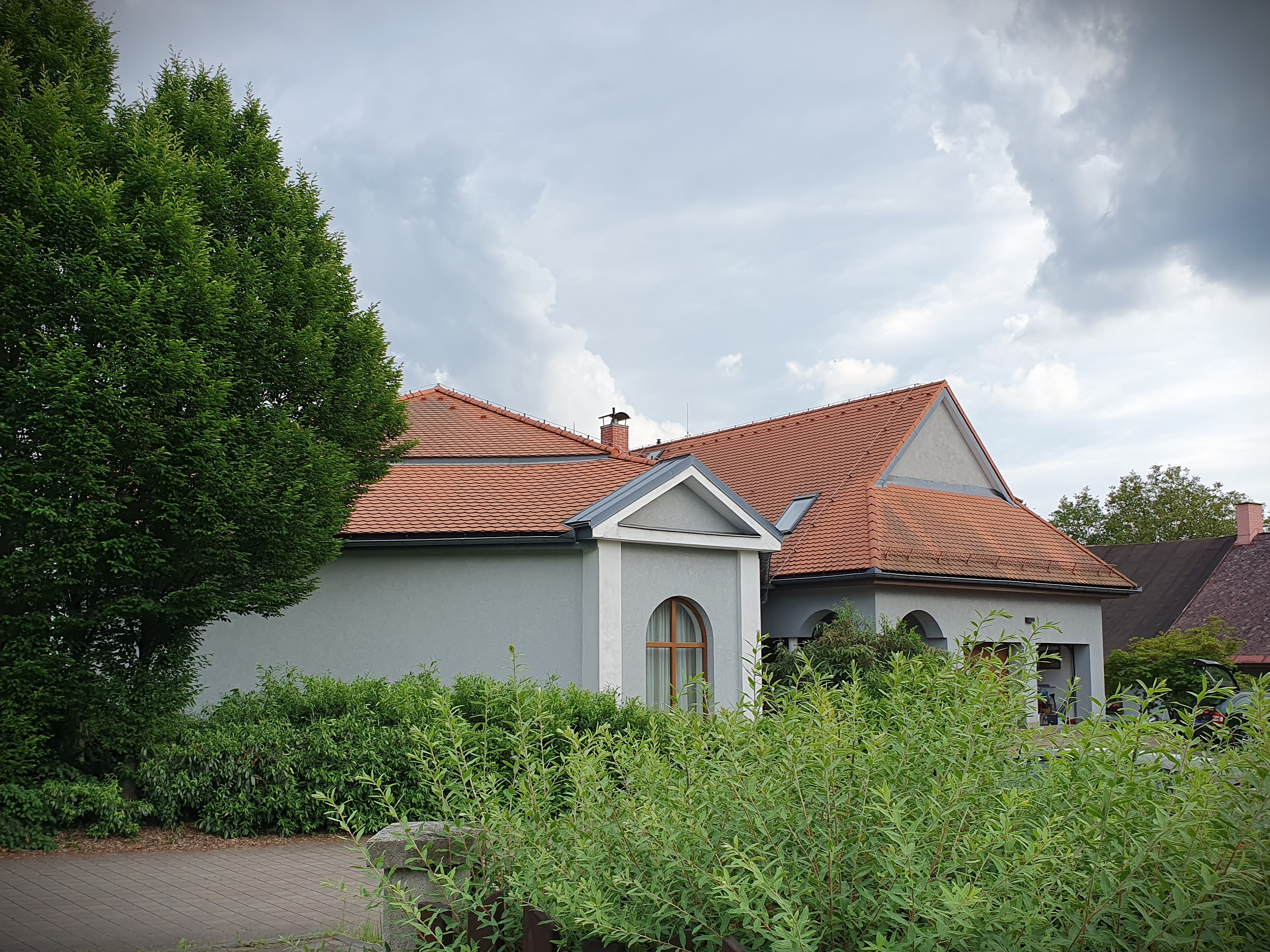
Luterské centrum v Bystřici

## Činnost
Kromě nedělních bohoslužeb ve sborech probíhají též nedělní školy a během týdne biblické hodiny, výuka konfirmandů, setkání mládeže, setkání žen, zkoušky pěveckého sboru, varhanní koncerty a další akce. Faráři a katechetky vyučují na školách náboženství.

## Organizační struktura
Církevní zřízení LECAV je založeno na episkopálně-synodním zřízení. Základní organizační jednotkou církve je farní sbor, který tvoří členové církve bydlící v obvodu sboru. Nejvyšším sborovým orgánem je sborové shromáždění, které rozhoduje o záležitostech sboru, pokud nejsou vnitřními církevními předpisy vyhrazeny presbyterstvu (kolektivní vedení sboru - min. pastor (farář) + 10 laiků) nebo (faráři, vikáři či pomocnému duchovnímu (diakon)). Střední článek církevní struktury představuje seniorát, jakožto sdružení několika farních sborů. (V současnosti není v LECAV zřízen.) Celá církev tvoří tzv. povšechný sbor, jehož vrcholným shromážděním je synod. Tvoří jej všichni duchovní církve, kurátoři a další zástupci sborů. V období mezi synody řídí církev Církevní rada (biskup, jeho tajemník, jeden duchovní, jeden kurátor a další tři laičtí členové. Vedoucím představitelem církve je biskup. Je volen synodem na šestileté období.
LECAV má v současné době podle vlastních statistik asi 18 500 členů (při sčítání lidu v roce 2011 se k ní však přihlásilo pouze 5412 osob), 4 sbory (v Českém Těšíně, Třinci, Bystřici a Hrádku), 4 kazatelské stanice (na Slezsku) a 10 duchovních.
| Bystřice Český Těšín Hrádek Praha Třinec farní sbory Luterské evangelické církve a.v. v ČR |

## Biskupové LECAV
- Vilém Stonawski (1995–2000)
- Jan Niedoba (2000–2018)
- Věslav Szpak (2018-2024)
- Ladislav Devečka (od 2024)

## Věřící

Věková struktura Luterské evangelické církve a. v. v České republice v Česku roku 2011